# Mala Kamenica
Mala Kamenica (en serbe cyrillique : Мала Каменица) est un village de Serbie situé dans la municipalité de Negotin, district de Bor. Au recensement de 2011, il comptait 303 habitants.

## Démographie

### Évolution historique de la population
| 1948  | 1953  | 1961  | 1971  | 1981  | 1991 | 2002 | 2011 |
| ----- | ----- | ----- | ----- | ----- | ---- | ---- | ---- |
| 1 202 | 1 252 | 1 226 | 1 165 | 1 108 | 998  | 392  | 303  |

|  |